# Wasserkraftwerk Bad Niedernau
Das Wasserkraftwerk Bad Niedernau ist ein Laufwasserkraftwerk im Ortsteil Bad Niedernau der baden-württembergischen Stadt Rottenburg am Neckar und nutzt das Wasser des Neckars. Eigentümer und Betreiber ist die E-Werk Stengle GmbH & Co. KG. Diese befindet sich im Eigentum der Niedernauer Familie Bürkle.

## Geschichte und Technik
Die Vorläufer des heutigen Kraftwerks bestehen in einer Getreidemühle, die bereits seit dem Jahr 1400 am Standort bestand. Die Mühle wurde 1907 durch eine Francis-Turbine und 1950 durch eine Kaplan-Schachtturbine zur Stromerzeugung erweitert. Der Mühlenbetrieb wurde 1970 eingestellt.
Das Kraftwerk ist als Ausleitungskraftwerk mit einem 130 m langen Rückleitungskanal konstruiert. Der Nenndurchfluss beträgt 19,29 m³/s und die Fallhöhe 2,2 m. Laut EEG-Anlagenregister beträgt die Leistung 2 × 160 kW.
Das Kraftwerk verfügt über ein Streichwehr und eine Rechenreinigungsanlage. Als Fischschutz wurde im Dezember 2006 ein etwa 273 m langes Verbindungsgewässer am linken Neckarufer fertiggestellt. Zusätzlich gibt es einen Aalschlupf.

## E-Werk Stengle
Das Unternehmen E-Werk Stengle betreibt neben dem Wasserkraftwerk Bad Niedernau auch seit dem Jahr 1907 das Stromnetz in der Ortschaft Bad Niedernau sowie das Wasserkraftwerk T7 Horb-Mühlen. Die Konzession zum Betrieb des Stromnetzes wurde um weitere 20 Jahre verlängert.
E-Werk Stengle versorgt in Bad Niedernau 340 Stromkunden mit einem jährlichen Energieumsatz von etwa 1 Million Kilowattstunden (Stand Mai 2015).